# オリヴァー・サイクス
オリヴァー・サイクス（Oliver Sykes、1986年11月20日 - ）はイギリスのミュージシャン、ファッションデザイナーである。ロックバンドブリング・ミー・ザ・ホライズン（BMTH）のボーカリストであり、イギリスに本店を構えるファッションブランド「DROP DEAD Clothing」の設立者でもある。本国UKのみならずUSや世界中においてエモ・ファッション界のカリスマとしても知られている。

## 略歴
幼い頃、彼は両親のイアンとキャロル・サイクスと一緒にオーストラリアに移り、約6年間アデレードとパースの間を行き来しました。サイクスが8歳の頃にイギリスに戻り、サウス・ヨークシャー州シェフィールドのストックスブリッジに定住した。10代の頃、彼はストックスブリッジ高校からバーンズリー大学に通った。2004年、ブリング・ミー・ザ・ホライズンを結成。

## 音楽性
初期（1st、2ndアルバム）の頃は主にデスメタルやデスコア等で使用されるようなフライスクリームやグロウル等のスクリームを多用していたが、3rdアルバムの『There Is a Hell...』や4thアルバムの『Sempiternal』辺りから、主にメタルコアやポストハードコア等にて使用されるようなミドルレンジのスクリームへと変化し、2015年に発売された『That's the Spirit』ではオルタナティヴ・ロックやエレクトロ・ロック、エモ等の音楽性に変化し、スクリームを使用する事が殆ど無くなったため、あまりの変化に賛否両論が分かれている。
このことについて彼やバンドは「本来The Dillinger Escape Plan等の様な音楽がしたかったが、技術的な面で断念したため、現在のような音楽性になれて満足している」と語っている。

## 人物

### 私生活
- 2015年7月12日にイタリア・トスカーナ州にてモデルでありタトゥーアーティストであるHannah Pixie Snowdonと結婚したが、翌年2016年にHannahの浮気が原因で離婚した[1]。このことに対してオリヴァー本人は「次（のアルバム）は主に失恋についての作品になるだろう。」とコメントしている。
- 2025年5月12日に自身のInstagramにて男女の双子の妊娠を報告

### タトゥー
- タトゥーの愛好家であり、自身の身体全体にタトゥーが施されており、バンドとしての初来日より前にタトゥーを彫りに来日したこともある[2]。現在は右腕のタトゥーが黒く塗り潰されてしまっている。

元妻Hannahに入れてもらったタトゥーを消すために黒く塗りつぶしている。

## ディスコグラフィー

### コラボレーション
| Year | Song                                  | Album               | Artist           |
| ---- | ------------------------------------- | ------------------- | ---------------- |
| 2009 | "Dawn of the New Age"                 | Stories Are Told    | Admiral's Arms   |
| 2010 | "If You Don't Know, Now You Know"     | This One's For You  | Deez Nuts        |
| 2011 | "Bite My Tongue"                      | Sinners Never Sleep | You Me at Six    |
| 2012 | "Even If You Win, You're Still a Rat" | Daybreaker          | Architects       |
| 2017 | "Silence Speaks"                      | You Are We          | While She Sleeps |

### ミュージックビデオ
| Year | Song             | Artist            | Director                     | Type        | Link           |
| ---- | ---------------- | ----------------- | ---------------------------- | ----------- | -------------- |
| 2011 | "All I Want"     | A Day to Remember | Drew Russ                    | Performance | 映像 - YouTube |
| 2011 | "Bite My Tongue" | You Me at Six     | Tim Mattia                   | Performance | 映像 - YouTube |
| 2017 | "Silence Speaks" | While She Sleeps  | Tom Welsh and Taylor Fawcett | Performance | 映像 - YouTube |

## 書籍
- Raised by Raptors (2013 – 現在)